# Episema dusmeti
Episema dusmeti là một loài bướm đêm trong họ Noctuidae.